# Bonzia woodi
Bonzia woodi är en spindeldjursart som beskrevs av Frank Jason Smiley 1992. Bonzia woodi ingår i släktet Bonzia och familjen Cunaxidae. Inga underarter finns listade.